# Ladies & Gentlemen
Ladies & Gentlemen è un film commedia italiano del 1984 diretto da Tonino Pulci con protagonisti Maurizio Micheli e Ania Pieroni.

## Trama
Catello Coppola è un giornalista in cerca di fama, che sogna di poter scrivere lo scoop del secolo. Dopo la morte inaspettata di un amico, quest'ultimo gli appare in sogno promettendogli di rivelargli in anticipo le notizie del giorno seguente.

## Produzione
Tonino Pulci è autore del soggetto assieme a Claudia Poggiani e Claudio Sorrentino. Con Poggiani e Paola Pascolini, Pulci si è occupato anche della sceneggiatura.
Prodotto da Lionello "Nello" Santi, le musiche della colonna sonora sono di Mauro Pagani.

## Distribuzione
Il film è stato presentato il 4 settembre 1984 alla 41ª Mostra internazionale d'arte cinematografica di Venezia. e distribuito nelle sale il 7.

## Accoglienza

### Critica
(Michele Anselmi)
(Piero Perona)